# Belikov
Belikov je priimek več oseb:
- Mihail Trofimovič Belikov, sovjetski general
- Vasilij Belikov, ruski slikar
- Sergej Belikov, ruski fotograf